# Sexey-les-Bois
Sexey-les-Bois è un comune francese di 374 abitanti situato nel dipartimento della Meurthe e Mosella nella regione del Grand Est.

## Società

### Evoluzione demografica
Abitanti censiti